# 41-es főút (Magyarország)
A 41-es számú főút egy elsőrendű besorolású főút amely Nyíregyházát és a beregsurányi határátkelőt köti össze.

## Feltárt települések
Az alábbi településeket érinti a 41-es főút: Nyíregyháza, Nyíregyháza–Oros, Napkor, Apagy, Levelek, Besenyőd, Baktalórántháza, Rohod, Nyírmada, Pusztadobos, Vásárosnamény, Vásárosnamény–Gergelyiugornya, Tákos, Csaroda és Beregsurány. Az elsőrendű főutak közül az egyik olyan, amely nem tartozott az európai úthálózathoz. 2014 óta az M3-as autópálya végpontjától az beregsurányi országhatárig a főút része az E579-es európai útnak.

## Története
1934-ben a kereskedelem- és közlekedésügyi miniszter 70 846/1934. számú rendelete a mai főúttal nagyjából azonos nyomvonalon jelölt ki főutakat. Nyíregyháza és Baktalórántháza között a harmadrendű, 361-es főút még áthaladt Napkor belterületén. Ennek folytatásában, Nyírbakta (ma Baktalórántháza) Ilk és Vásárosnamény érintésével haladt a 362-es főút, amely a mai 41-estől eltérően Rohod-Nyírmada-Ilk központján is áthaladt, alsóbbrendű útként ma is végigjárható az egykori 362-es. A Vásárosnaménytól az országhatárig vezető szakasz a 37-es számú másodrendű főút része lett. [A 41-es útszámot akkor a Cegléd-Kecskemét közti útszakasz viselte, ez hatályban maradt a második világháború idején, az első és második bécsi döntések utáni időszakban is.]
A főút mai, a települések belterületeit jórészt elkerülő nyomvonala a második világháború után épült. Egy dátum nélküli, de feltehetőleg 1950 körül kiadott térkép szerint a 41-es főút jelenlegi nyomvonala akkor a 47-es számot viselte. 
Egy 500 méteres szakaszát (a 9+386 és a 9+886 kilométerszelvények között) 2019 második felében újították fel, a Magyar Falu Program útjavítási pályázatának I. ütemében, Napkor település területén.